# Никола Вучевић
Никола Вучевић (Морж, 24. октобар 1990) црногорски је кошаркаш. Игра на позицији центра, а тренутно наступа за Чикаго булсе и репрезентацију Црне Горе.
На колеџу је играо за тим Јужне Калифорније (енгл. USC Trojans). На НБА драфту 2011. одабрала га је Филаделфија као 16. пика. Прву сезону у НБА провео је у Севентисиксерсима, а пре почетка сезоне 2012/13. прослеђен је Орландо меџику у склопу трејда у ком су учествовала четири тима. Девет сезона је провео у Меџику и за то време је двапут био део НБА ол-стара. Средином сезоне 2020/21. прешао је у Чикаго булсе.

## Каријера

### Средња школа и колеџ
Никола је као средњошколац отишао у САД где је играо за Стоунриџ у Сими Валију (Калифорнија) и био је најдоминантнији играч у том такмичењу. Био је капитен и најбољи стрелац и скакач своје школе. Потом је играо је на универзитету Јужна Калифорнија три године. На последњој години колеџа просечно је постизао 17 поена и 10 скокова по мечу.

### НБА лига
Одабран је као 16. пик НБА драфта 2011. од стране Филаделфија севентисиксерса. Током локаута наступао је за Будућност из Подгорице. У децембру након завршетка локаута потписао је уговор са Севентисксерсима. У својој првој сезони одиграо је 51 утакмицу, од тога 15 као стартер, и просечно постизао 5,5 поена и 4,8 скока. Дана 10 августа 2012. Вучевић је замењен у Орландо меџик, у трејду четири тима који је укључивао Двајта Хауарда, Андреа Игудалу и остале. 31 децембра 2012, Вучевић је имао 29 скокова у поразу од Мајами хита, поставивши тако клупски рекорд.
Вучевић је изабран од стране тренера за резерву на Ол-стар утакмици 2019. године у Шарлоту, први пут у каријери.

### Репрезентација
Вучевић је члан кошаркашке репрезентације Црне Горе, и са њима је учествовао на Европском првенству 2011. у Литванији, 2013. у Словенији и 2017. у Турској, Финској, Израелу и Румунији.

## Лични живот
Вучевић је син Борислава Вучевића, бившег кошаркаша Босне из Сарајева.
Вучевић се 2016. оженио својом дугогодишњом девојком Николетом, сестром бившег кошаркаша Александра Павловића. Пар има тројицу синова.
Вучевић се изјашњава као Србин. Верник је Српске православне цркве. Говори српски, француски и енглески језик. Поседује држављанства Црне Горе и Белгије.
Вучевић је навијач Црвене звезде. Истакао је да користи сваку прилику да посети Београд и присуствује некој од утакмица кошаркашког и фудбалског клуба. Такође навија за Јувентус и Олимпик Лион. Дана 27. децембра 2021. постао је члан скупштине КК Црвена звезда.

## Успеси

### Појединачни
- Учесник НБА ол-стар меча (2): 2019, 2021.